# Crocus wattiorum
Crocus wattiorum är en irisväxtart som först beskrevs av Brian Frederick Mathew, och fick sitt nu gällande namn av Brian Frederick Mathew. Crocus wattiorum ingår i släktet krokusar, och familjen irisväxter.
Artens utbredningsområde är Turkiet. Inga underarter finns listade i Catalogue of Life.